# Liste der Naturdenkmale in Birkenfeld (Württemberg)
| Naturdenkmale | Anzahl |
| ------------- | ------ |
| FND           | 1      |
| END           | 1      |
| Gesamt        | 2      |

Die Liste der Naturdenkmale in Birkenfeld nennt die verordneten Naturdenkmale (ND) der im baden-württembergischen Enzkreis liegenden Gemeinde Birkenfeld. In Birkenfeld gibt es insgesamt zwei als Naturdenkmal geschützte Objekte, davon ein flächenhaftes Naturdenkmal (FND) und ein Einzelgebilde-Naturdenkmal (END).
Stand: 31. Oktober 2016.

## Flächenhafte Naturdenkmale (FND)
| Name                          | Bild | Kennung     | Einzelheiten | Position | Fläche Hektar | Datum         |
| ----------------------------- | ---- | ----------- | ------------ | -------- | ------------- | ------------- |
| Schwedenschanze am Richtstein | BW   | 82360040002 | Birkenfeld   | ⊙        | 0,1           | 29. Okt. 1952 |
| Legende für Naturdenkmal      |      |             |              |          |               |               |

## Einzelgebilde (END)
| Name                     | Bild | Kennung     | Einzelheiten | Position | Fläche Hektar | Datum         |
| ------------------------ | ---- | ----------- | ------------ | -------- | ------------- | ------------- |
| Eiche auf dem Heubuckel  | BW   | 82360040001 | Birkenfeld   | ⊙        | 0,0           | 19. Jan. 1987 |
| Legende für Naturdenkmal |      |             |              |          |               |               |